# Astyanax totae
Astyanax totae är en fiskart som beskrevs av Ferreira Haluch och Abilhoa 2005. Astyanax totae ingår i släktet Astyanax och familjen Characidae. Inga underarter finns listade.